# Henryk Marek
Henryk Marek (* 8. Januar 1939 in Szczyrk) ist ein ehemaliger polnischer Skilangläufer.
Marek, der von 1955 bis 1967 für den Włókniarz Bielsko und von 1968 bis 1973 für BBTS Bielsko-Biała startete, gewann im Jahr 1963 den 30-km-Lauf beim Czech-Marusarzówna-Memorial und wurde in den Jahren 1964 und 1965 polnischer Meister über 50 km. Bei seiner einzigen Teilnahme an Olympischen Winterspielen im Februar 1964 in Innsbruck startete er beim 30-km-Lauf, wobei er aber disqualifiziert wurde. Nach seiner Karriere war er Trainer beim BBTS Bielsko-Biała und von 1977 bis 1985 Trainer bei der polnischen Skilanglauf-Nationalmannschaft.